# جو رادون

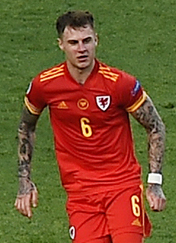
جو رادون در سال ۲۰۲۰

جو رادون (انگلیسی: Joe Rodon؛ زادهٔ ۲۲ اکتبر ۱۹۹۷) بازیکن فوتبال اهل بریتانیا است که به صورت قرضی برای باشگاه رن بازی می‌کند.
وی در تیم‌ زیر ۲۱ سال ولز و تیم ملی ولز بازی کرده‌است.